# Stéphane Laporte (athlétisme)
Pour les articles homonymes, voir Stéphane Laporte et Laporte.
Stéphane Laporte (né le 17 juillet 1966 à Lyon) est un athlète français, spécialiste du lancer du javelot.

## Biographie
Stéphane Laporte participe aux Jeux olympiques de 1988 à Séoul mais ne franchit pas le cap des qualifications.
Le 11 juin 1988, il égale le record de France du lancer du javelot de Charlus Bertimon en établissant la marque de 80,76 m (actuel record de France espoir). Ce record est battu moins d'un mois plus tard par Pascal Lefèvre.